# Dynamo Open Air

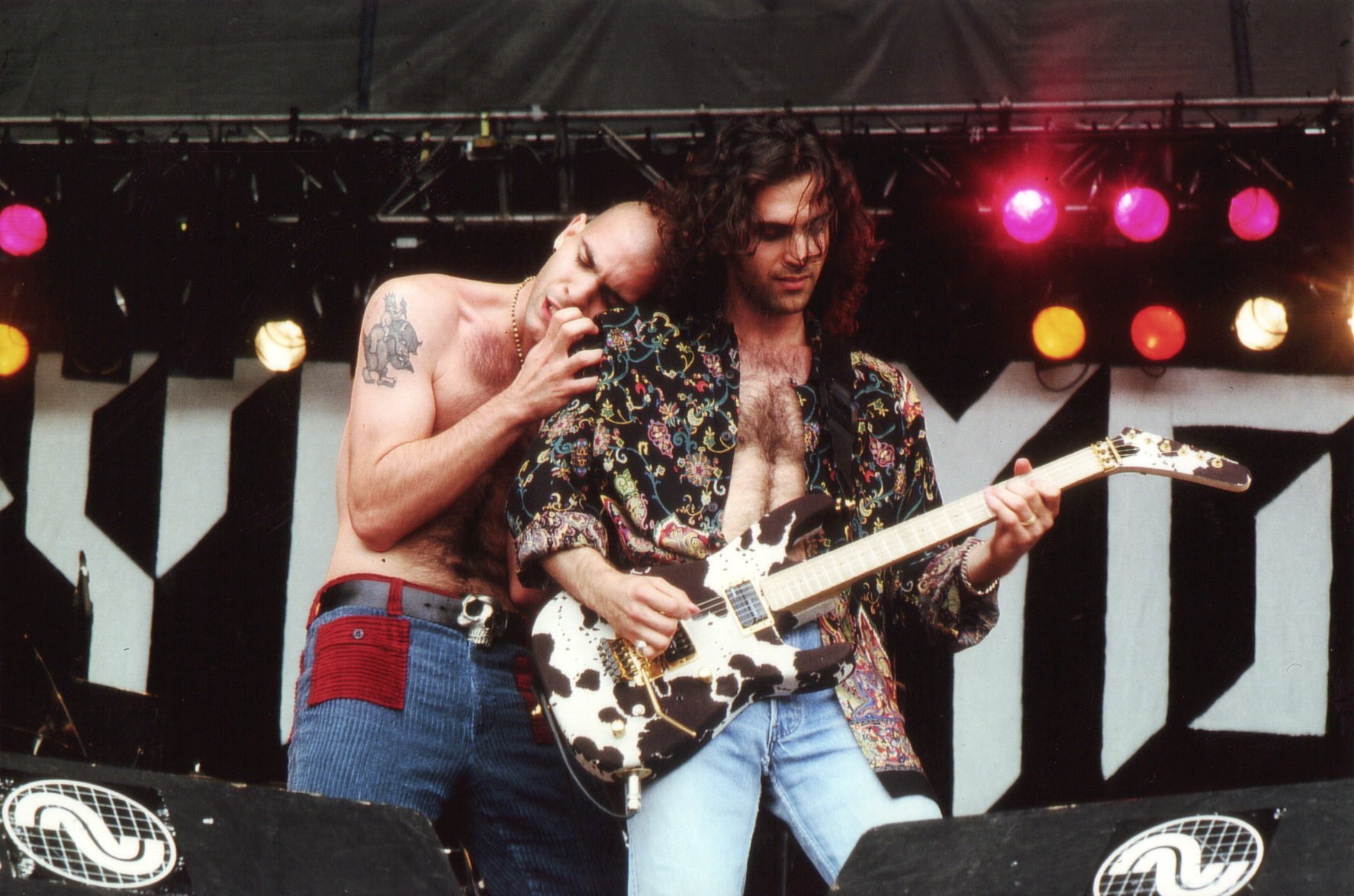
Dweezil en Ahmet Zappa, op het Dynamo Open Air festival in 1993

Dynamo Open Air is een Nederlands muziekfestival dat van 1986 tot 2005 werd georganiseerd. Het festival ontstond in het jongerencentrum Dynamo in Eindhoven, dat heavymetalbands uitnodigde om te komen spelen. Sindsdien is het festival op verschillende plekken georganiseerd, waaronder de ijsbaan in Eindhoven, vliegbasis Welschap (het latere Eindhoven Airport) en het Goffertpark in Nijmegen.

## Geschiedenis Dynamo Open Air
Tussen 1986 en 1994 groeide het festival van één dag naar drie dagen en steeg het aantal bezoekers van 7000 naar 70.000. De tiende editie, in 1995, werd een driedaags feest met drie podia, zo'n vijftig bands van black metal tot hardcore en punk. Met 118.000 betalende bezoekers, waaronder veel buitenlanders (meest Duitsers, maar ook uit Japan en Brazilië) is deze tiende editie nog steeds het grootste meerdaagse openlucht festival ooit in Nederland gehouden. Memorabel zijn de extreem lange files tijdens DOA 1994 en 1995. Mensen barbecueden, noodgedwongen, hun braadworsten langs de snelweg. De autoriteiten waren hier niet zo blij mee, zodat DOA moest inkrimpen tot maximaal 60.000 bezoekers.
Beroemde bands die hebben opgetreden zijn onder andere Iron Maiden, Metallica, Marilyn Manson, Slayer en Manowar. Daarnaast wordt ook de mogelijkheid gegeven aan onbekende undergroundbands om voor een groot publiek op te treden. Veel internationale bands hebben liveregistraties opgenomen op dit, in metal-, punk- en hardcore punkkringen, wereldberoemde festival.
In 2001 werd door de uitbraak van mond-en-klauwzeer het festival afgelast en ook in 2003 was er geen editie omdat er geen vergunning kon worden verkregen voor het nieuwe terrein bij Nuenen.
In 2004 en 2005 is DOA wel weer gehouden. In 2004 in het Goffertpark in Nijmegen en in 2005 in Hellendoorn.

## Dynamo Outdoor
In 2008 blies het jongerencentrum Dynamo opnieuw leven in de Open Air-scene die ooit begonnen was in 1986. Dynamo kwam met een nieuw openluchtfestival genaamd Dynamo Outdoor. Dit festival werd opgezet met dezelfde gedachte waarmee Dynamo Open Air ooit begon: gratis entree, in het centrum van Eindhoven en een programma met zowel Nederlandse bands zoals Born from Pain en No Turning Back alsook internationale groepen zoals Mad Sin en Anathema.

## Dynamo Metal Fest
Sinds 2015 is er weer een kleinschalig open air festival onder de naam Dynamo Metal Fest, deze wordt gehouden op de kunstijsbaan in Eindhoven. In 2016 traden er oude bekenden als Anthrax en Sacred Reich op, al deze bands hebben in het verleden al eens op Dynamo Open Air gespeeld.

## Programma's en data
| Datum                         | Locatie                                                 | Optredens |
| ----------------------------- | ------------------------------------------------------- | --- |
| 7 september 1986              | Smalle Haven, Eindhoven                                 | Angelwitch, Battlezone, Chariot, Joshua, Onslaught, Satan, Avalon, Lääz Rockit |
| 8 juni 1987                   | Smalle Haven, Eindhoven                                 | Atomkraft, Destruction, Mad Max, Stryper, Testament, Vengeance |
| 23 mei 1988                   | Kunstijsbaan, Eindhoven                                 | Candlemass, Exodus, Lääz Rockit, Paradox, Sabbat, Toxik |
| 15 mei 1989                   | Kunstijsbaan, Eindhoven                                 | Armored Saint, Forbidden, Holy Moses, Sacred Reich, Savatage, Sleeze Beez, Fatal Destiny |
| 4 juni 1990                   | Velden van de Gestelse Boys, Locatellistraat, Eindhoven | Death Angel, Mordred, Sacred Reich, Sepultura, Trouble, Vicious Rumors |
| 20 mei 1991                   | Kunstijsbaan, Eindhoven                                 | Armored Saint, Extreme, Ignorance, Metal Church, Morbid Angel, Obituary, Primus, Psychotic Waltz, Saigon Kick |
| 7 juni 1992                   | Kunstijsbaan, Eindhoven                                 | Love On Ice, Mordred, My Sister's Machine, Paradise Lost, Pestilence, Prong, Corrosion of Conformity, Skyclad, The Organization |
| 29 mei en 30 mei 1993         | Welschap, Eindhoven                                     | Annihilator, Anthrax, Biohazard, Fear Factory, Freak of Nature, Fudge Tunnel, Gorefest, Kong, Mercyful Fate, Mindfunk, Monster Magnet, Nocturnal Rites, Nudeswirl, Suicidal Tendencies, Temple of the Absurd, Trouble, Wool, Dweezil Zappa |
| 21 mei en 22 mei 1994         | Welschap, Eindhoven                                     | B-Thong, Clawfinger, Cynic, Danzig, Die Krupps, Forbidden, Gorefest, Jackyl, Kyuss, Last Crack, Life of Agony, Nerve, Pride & Glory, Prong, Sick of It All, Skintrade, Skrew, Skyclad, Sleeze Beez, The Organization, The Obsessed, Urban Dance Squad, Vicious Rumors |
| 2 juni, 3 juni en 4 juni 1995 | Welschap, Eindhoven                                     | 35007, Absconded, Biohazard, Blitz Babies, Brotherhood Foundation, Crash Worship, Dog Eat Dog, Downset, Dub War, Earth Crisis, Eleven Pictures, Fear Factory, Grip Inc., Hate Squad, Horace Pinker, Life of Agony, Machine Head, Madball, Mary Beats Jane, Mental Hippie Blood, Motorpsycho, My Dying Bride, Nailbomb, Nevermore, No Fun At All, NRA, Orange 9mm, Overdose, Paradise Lost, Rape, Rich Kids on LSD, Schweisser, Shihad, Skyclad, Snapcase, Strawman, Sun, Tiamat, Trouble, Type O Negative, Undeclinable Ambuscade, Warrior Soul, Waving Corn |
| 24 mei, 25 mei en 26 mei 1996 | Welschap, Eindhoven                                     | 59 Times the Pain, 7 Zuma 7, Altar, Anathema, Bambix, Channel Zero, CIV, Cooper, Dearly Beheaded, Dog Eat Dog, Down By Law, Drain, Dreamgrinder, Eboman, Frozen Sun, Galactic Cowboys, Gorefest, Gurd, H2O, Merauder, Millencolin, Neurosis, NRA, Orphanage, Osdorp Posse & Nembrionic, Pennywise, Pitchshifter, Pro-Pain, Ryker's, Sacred Reich, Satanic Surfers, Savatage, Shelter, Skippies, Skrew, Slapshot, Slayer, Spiritual Beggars, Strung Out, Stuck Mojo, The Exploited, The Gathering, Torque, Unsane, Venom, Voivod, White Devil |
| 16 mei, 17 mei en 18 mei 1997 | Welschap, Eindhoven                                     | $400 Suits, Amorphis, Backfire!, Coal Chamber, Cradle of Filth, Deviates, Dimmu Borgir, Discipline, Entombed, Exodus, Goddess of Desire, Helmet, I Against I, Karma to Burn, Keaton, KoRn, Laberinto, Machine Head , Marilyn Manson, Moonspell, Ni Hao, Occult, Orphanage, Pist.On, Rage, Samael, Satyricon, Secret Discovery, Sentenced, Sick of It All, Skinlab, Slo Burn, Slyce, SNFU, Sundown, Testament, Therion, Thumb, Tiamat, Totenmond, Type O Negative, Vision of Disorder, Voodoo Glow Skulls, Within Temptation |
| 29 mei, 30 mei en 31 mei 1998 | Kunstijsbaan, Eindhoven                                 | 25 Ta Life, 7 Zuma 7, Agnostic Front, Atrocity, Battery, Better Than a Thousand, Bewitched, Blind Guardian, Bloodlet, Brotherhood Foundation & Hardcore All Stars, Cathedral, Coal Chamber, Cold, Congress, Covenant, Death, Deftones, Dimmu Borgir, Driven, Emperor, Enslaved, Far, Fates Warning, Form, Fu Manchu, Fury of Five, Good Riddance, H2O, Hammerfall, Hard Resistance, Hatebreed, Hed PE, Helloween, Iced Earth, Ignite, Immortal, In Flames, Incubus, Insane Clown Posse, Jane's Detd., Junkie XL, Kreator, Life of Agony, Limp Bizkit(cancelled), Masters of Reality, Maximum Penalty, Misery Loves Co., The Misfits, Oomph!, Orange Goblin, Pantera, Primal Fear, Pro-Pain, Rammstein, Refused, Right Direction, Saxon, Sevendust, sHeavy, Soulfly, Spiritual Beggars, Strapping Young Lad, Stratovarius, Stuck Mojo, Tech-9, Theatre of Tragedy, The Black Symphony, The Hellacopters, Think About Mutation, Tom Angelripper, Transport League, Tura Satana, Ultraspank, Undeclinable Ambuscade, Within Temptation, Zebrahead |
| 21 mei, 22 mei en 23 mei 1999 | Mierlo                                                  | 59 Times the Pain, All Out War, Anathema, Ancient Rites, Angra, Apocalyptica, Arch Enemy, Atari Teenage Riot, Biohazard, Black Label Society, Cage, Cold As Life, Cradle of Filth, Cryptopsy, Cubanate, Darkane, De Heideroosjes, Dimmu Borgir, E.Town Concrete, Fatso Jetson, Fear Factory, Gamma Ray, Gluecifer, Goatsnake, God Dethroned, Grip Inc., Hard-Ons, Hypocrisy, In Extremo, Iron Monkey, Labyrinth, Lacuna Coil, Loudness, Madball, Manowar, Marduk, Merauder, Mercyful Fate, Meshuggah, Metallica, Monster Magnet, Murphy's Law, Nashville Pussy, Nebula, Nevermore, Nile, Nocturnal Rites, Oceans of Sadness, One Minute Silence, Out, Overkill, Peter Pan, Pitchshifter, Pulkas, Run Devil Run, Rykeris, Skinlab, Stormtroopers of Death, Sodom, Space Age Playboys, Spineshank, Static-X, System of a Down, The Gathering, The Haunted, Therion with orchestra, Trail of Tears, Troopers, Unida, Unjust, Violation of Trust, Zeke                                                                                             |
| 3 juni 2000                   | Goffertpark, Nijmegen                                   | Destruction, Engine, Immortal, Iron Maiden, Kittie, KoRn, Mayhem, Methods of Mayhem, P.O.D., Sentenced, Slipknot, Spiritual Beggars, Suicidal Tendencies, Testament, The Kovenant, Zeke |
| 14 juli 2002                  | Sportpark Boshoven, Weert                               | Autumn, Biohazard, Children of Bodom, Dead Soul Tribe, Death Angel, Dropkick Murphys, Finntroll, Hermano, Opeth, Pain of Salvation, Peter Pan, Soulfly, Strapping Young Lad, Within Temptation, Zimmers Hole |
| 5 juni 2004                   | Goffertpark, Nijmegen                                   | After Forever, Agent Steel, Children of Bodom, Deicide, Dimmu Borgir, Ill Niño, Life of Agony, Mastodon, Nightwish, Oomph!, Shadows Fall, Slayer, Soulfly |
| 7 mei 2005                    | Sallandse Heuvelrug, Hellendoorn                        | 3 Inches of Blood, Anthrax, Evergrey, Gorefest, Jon Oliva's Pain, Lääz Rockit, Masterplan, Mercenary, Obituary, Still Remains, Testament, Trivium. |